# 마일스 로빈스
마일스 로빈스(영어: Miles Robbins, 1992년 5월 4일 ~ )는 미국의 배우이다.

## 출연 작품

### 영화
- 데드 맨 워킹 (1995)
- 그레이티스트 (2009)
- 내 친구 다머 (2017)
- 블로커스 (2018)
- 할로윈 (2018)
- 다니엘 이즌 리얼 (2019)
- 그날이 온다 (2019)
- 렛 잇 스노우 (2019)
- 피어리스 (2020)
- 늙은 아빠들 (2023)
- Y2K (2024)

### 텔레비전
- 겟 다운 (2017)
- 엑스파일 (2018)